# Best of the Blessed
Best of the Blessed – pierwsza oficjalna kompilacja najlepszych utworów zespołu Powerwolf, która zostanie wydana 5 czerwca 2020 roku.

## Lista utworów
| Nr  | Tytuł utworu                                  | Długość |
| --- | --------------------------------------------- | ------- |
| 1.  | „We Drink Your Blood (New Version 2020)”      |         |
| 2.  | „Army of the Night”                           | 3:21    |
| 3.  | „Demons Are a Girl’s Best Friend”             | 3:38    |
| 4.  | „Werewolves of Armenia (New Version 2020)”    | 4:15    |
| 5.  | „Saturday Satan (New Version 2020)”           |         |
| 6.  | „Amen & Attack”                               | 3:54    |
| 7.  | „Where the Wild Wolves Have Gone”             | 4:13    |
| 8.  | „Resurrection by Erection (New Version 2020)” |         |
| 9.  | „Sanctified with Dynamite (New Version 2020)” |         |
| 10. | „Kreuzfeuer”                                  |         |
| 11. | „Armata Strigoi”                              | 3:59    |
| 12. | „Kiss of the Cobra King (New Version 2019)”   | 3:50    |
| 13. | „Killers with the Cross”                      | 4:09    |
| 14. | „Sacred & Wild”                               | 3:40    |
| 15. | „In Blood We Trust (New Version 2020)”        | 3:38    |
| 16. | „Let There Be Night”                          | 7:19    |
|     |                                               | 45:56   |

### The Live Sacrament
1. Fire & Forgive
2. Incense & Iron
3. Amen & Attack
4. Demons Are a Girl’s Best Friend
5. Killers with the Cross
6. Armata Strigoi
7. Blessed & Possessed
8. Where the Wild Wolves Have Gone
9. Resurrection by Erection
10. Stossgebet
11. All We Need Is Blood
12. We Drink Your Blood
13. Werewolves of Armenia
14. Lupus Dei

### The Live Bonus Sacrament
1. Sanctified with Dynamite
2. Army of the Night
3. Coleus Sanctus
4. Let There Be Night

## Wykonawcy
- Attila Dorn – śpiew
- Matthew Greywolf – gitara
- Charles Greywolf – gitara basowa
- Falk Maria Schlegel – instrumenty klawiszowe
- Roel van Helden – perkusja
- Stéfane Funèbre – perkusja